# زین‌العابدین (نام)
زین‌العابدین (به معنای زینت پرستشگران) لقب علی بن حسین چهارمین امام شیعیان، و نیز از نام‌های اسلامی است. این صفحه برخی افراد با این نام را فهرست می‌نماید:
- زین‌العابدین چهارمین امام شیعیان
- زین‌العابدین حائری مازندرانی از روحانیون و مراجع تقلید شیعه
- زین‌العابدین شریفی قزوینی خوشنویس
- زین‌العابدین قربانی روحانی شیعه
- زین‌العابدین مراغه‌ای نویسنده و آزادی‌خواه دوره مشروطه
- زین‌العابدین اصفهانی خوشنویس
- زین‌العابدین مؤتمن نویسنده، مترجم و محقق
- زین‌العابدین علمیه از بازرگانان تبریز و پیشگامان صنعت چاپ در ایران
- زین‌العابدین مرعشی
- زین‌العابدین طهماسبی سروستانی نماینده هفتمین دوره مجلس شورای اسلامی
- زین‌العابدین رهنما نویسنده، مترجم، روزنامه‌نگار و پژوهشگر
- زین‌العابدین قزوینی خوشنویس
- میرزا زین‌العابدین تهرانی
- میرزا زین‌العابدین تبریزی
- سلطان زین‌العابدین فرزند شاه شجاع
- زین‌العابدین محلاتی خوشنویس
- زین‌العابدین تقی‌اف از سرمایه‌داران آذربایجان